# NGC 5137
NGC 5137 ist eine 14,8 mag helle Spiralgalaxie vom Hubble-Typ S im Sternbild Jungfrau auf der Ekliptik. Sie ist schätzungsweise 321 Millionen Lichtjahre von der Milchstraße entfernt und hat einen Durchmesser von etwa 55.000 Lj.

Im selben Himmelsareal befinden sich u. a. die Galaxien NGC 5115, NGC 5129, NGC 5132, NGC 5136.
Das Objekt wurde am 17. April 1887 von Lewis A. Swift entdeckt.